# Människor i Berlin
Människor i Berlin (tyska: Rotation) är en östtysk dramafilm från 1949 i regi av Wolfgang Staudte. Filmen producerades av DEFA. Filmen berättar om en arbetare i Tyskland under åren 1932-1946 som försöker stå neutral politiskt.

## Handling
Hans Behnke arbetar på ett tryckeri. Han är inte särskilt intresserad av politik, men får klart för sig att det är önskvärt att han går med i NSDAP för fortsatt anställning. Han gå med i partiet för att säkra sin familjs ekonomi, men tror sig ändå kunna stå utanför politiken. Han väljer ändå att hjälpa till att trycka upp antifascistiska flygblad. Detta leder till att han anges av sin egen fanatiske son Hellmuth.

## Rollista
- Paul Esser – Hans Behnke
- Irene Korb – Lotte Behnke
- Karl-Heinz Deickert – Hellmuth Behnke
- Reinhold Bernt – Kurt Blank
- Reinhard Kolldehoff – Rudi Wille
- Werner Peters – Udo Schulze
- Albert Johannes – personalchef
- Brigitte Krause – Inge